# Institut du Temple

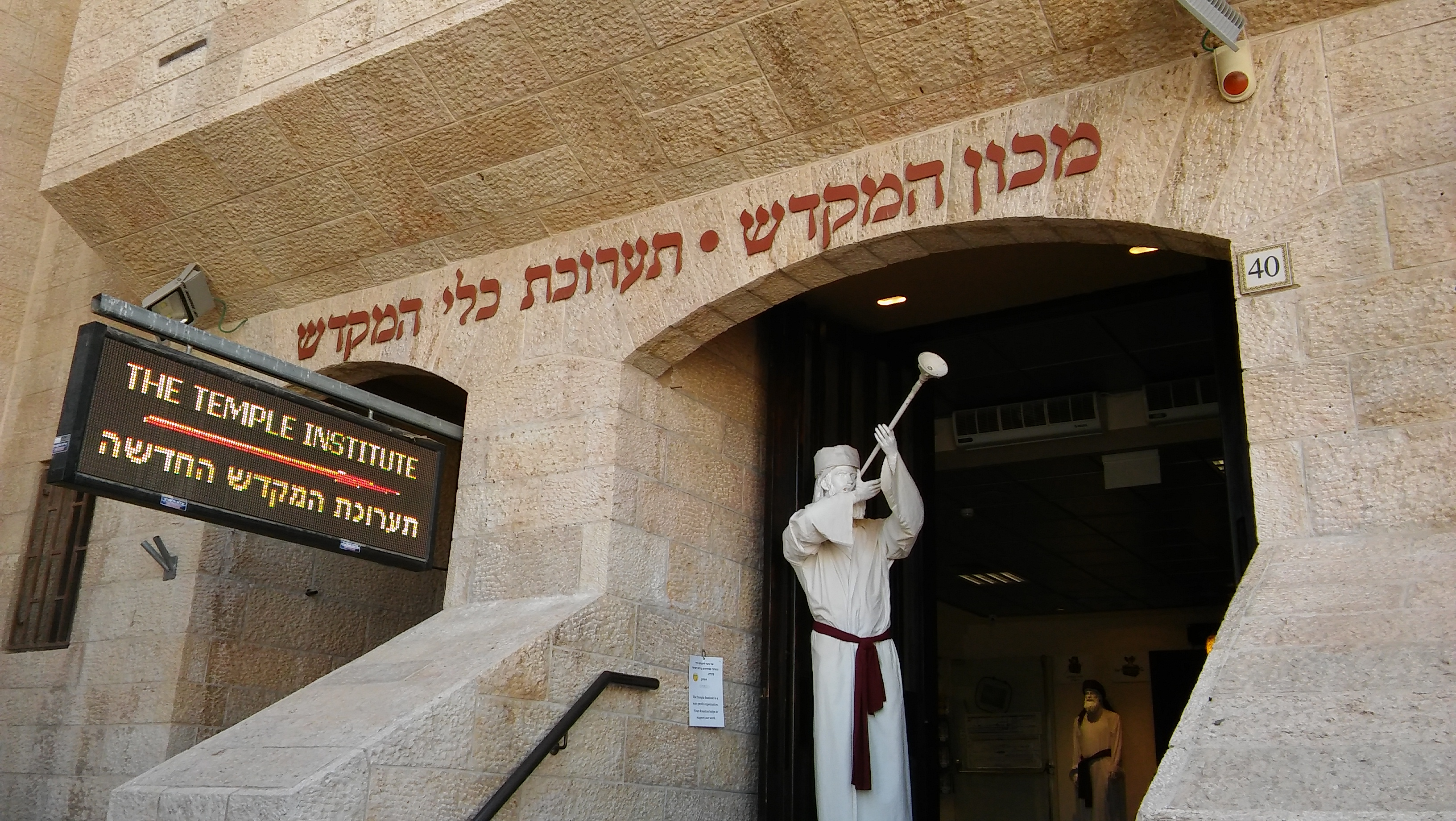
L'Institut du Temple le 21 septembre 2016.

L'Institut du Temple (The Temple Institute - מכון המקדש) est un musée et un institut de recherche dédié aux deux Temples de Jérusalem et « au futur Troisième Temple de Jérusalem » qui, selon la tradition juive, sera construit sur le mont du Temple. Créé en 1987 par le rabbin Yisrael Ariel, l'Institut du Temple est situé dans le quartier juif de la vieille ville de Jérusalem près du mur des Lamentations. À l'extérieur de l'Institut du Temple, on trouve une représentation de la Menorah du Temple.